# Сент-Ентоні (Айова)
Сент-Ентоні (англ. St. Anthony) — місто (англ. city) в США, в окрузі Маршалл штату Айова. Населення — 76 осіб (2020).

## Географія
Сент-Ентоні розташований за координатами 42°7′26″ пн. ш. 93°11′52″ зх. д. / 42.12389° пн. ш. 93.19778° зх. д. (42.123908, -93.197776).  За даними Бюро перепису населення США в 2010 році місто мало площу 1,45 км², уся площа — суходіл.

## Демографія
Згідно з переписом 2010 року, у місті мешкали 102 особи в 40 домогосподарствах у складі 27 родин. Густота населення становила 70 осіб/км².  Було 50 помешкань (34/км²).
Расовий склад населення:
| - 92,2 % — білих - 2,9 % — корінних американців - 1,0 % — чорних або афроамериканців - 1,0 % — азіатів |

До двох чи більше рас належало 2,9 %. Частка іспаномовних становила 5,9 % від усіх жителів.
За віковим діапазоном населення розподілялося таким чином: 28,4 % — особи молодші 18 років, 64,7 % — особи у віці 18—64 років, 6,9 % — особи у віці 65 років та старші. Медіана віку мешканця становила 35,0 року. На 100 осіб жіночої статі у місті припадало 117,0 чоловіків;  на 100 жінок у віці від 18 років та старших — 128,1 чоловіків також старших 18 років.
Середній дохід на одне домашнє господарство  становив 45 968 доларів США (медіана — 32 000), а середній дохід на одну сім'ю — 51 913 долари (медіана — 48 750). Медіана доходів становила 45 625 доларів для чоловіків та 31 042 долари для жінок. За межею бідності перебувало 27,7 % осіб, у тому числі 28,9 % дітей у віці до 18 років та 0,0 % осіб у віці 65 років та старших.
Цивільне працевлаштоване населення становило 45 осіб. Основні галузі зайнятості: освіта, охорона здоров'я та соціальна допомога — 26,7 %, виробництво — 17,8 %, транспорт — 11,1 %, науковці, спеціалісти, менеджери — 11,1 %.